# La Fille de l'enfer
Pour plus de détails, voir Fiche technique et Distribution.
La Fille de l'enfer (Safe in Hell) est un film américain  en noir et blanc réalisé par William A. Wellman, sorti en 1931.

## Synopsis
Gilda Carlson propose ses services de nuit à des hommes esseulés. Lorsque sa patronne lui propose d'aller chez un client elle retrouve celui qui lui avait fait perdre son travail, un dénommé Piet Van Saal. Celui-ci l'avait renvoyée de sa société après avoir tenté d'abuser d'elle et surtout d'avoir été surpris par son épouse. L'empêchant de retrouver du travail, Gilda n'avait eu comme recours pour subvenir à ses besoins que de tomber dans la prostitution. Alors, en proie à une crise d'énervement, elle lui lance un objet au visage et le laisse étendu au milieu de la pièce.
Elle quitte l'endroit. Lorsqu'elle sort de l'hôtel, l'appartement est en feu. Au petit matin, sa patronne l'appelle l'informant que le client est décédé et qu'elle est recherchée pour meurtre. Alors qu'elle s'apprête à s'enfuir surgit son fiancé, un marin parti de longue date. Il revient pour l'épouser. Mais elle refuse de l'épouser, lui avouant qu'elle a dû faire des choses la rendant inapte au mariage. D'abord scandalisé par l'attitude de sa fiancé, il la gifle puis se ressaisit. Il décide de l'emmener en cachette à bord de son navire à l'insu du capitaine afin de la protéger. Il la déposera sur une île qui est bien connue des marins pour ne pas extrader les assassins, l'île de Tortuga. Tous deux arrivés sur place, le fiancé laisse sa belle dans un hôtel miteux, le seul de l'endroit, peuplé d'hommes uniquement, six personnages fuyant la justice pour des raisons diverses, meurtre, vol, etc.
Peu avant le départ du fiancé, ils se marient sans prêtre. Le marin enjoint à Gilda de ne pas quitter sa chambre se doutant bien que les locataires de l'hôtel tenteront de la séduire.
Les jours et les semaines passent, Gilda reste cloîtrée mais elle ne reçoit pas de lettre de son amant. Et pour cause, le maître de l'île, Bruno,  a détourné le courrier à son attention, la laissant bientôt sans ressources et sans appui. Sortant de son isolement, Gilda s'enivre un soir avec ses colocataires. C'est alors que surgit Piet Van Saal, l'homme que Gilda pensait avoir tué dans l'incendie de son appartement. En fait, celui-ci, agent d'assurance avait joué de son décès pour empocher la prime d'assurance au profit de son épouse, mise dans la confidence. Une fois l'argent empoché, il avait tenté de fuir avec le magot, mais sa femme trompée avait averti la police, forçant le malfrat à se réfugier à son tour sur l'île.
Gilda, découvrant la vérité télégraphie à son mari qu'il peut venir la chercher, qu'elle ne peut plus être accusée de meurtre.
Mais alors, prétextant vouloir la protéger, Bruno, le petit dictateur de l'île lui confie un revolver : « vous pourriez bien en avoir besoin » lui dit-il. Puis il décrète un mandat d'arrêt contre la jeune femme pour port illicite d'arme.
Piet Van Saal décide un soir de s'aventurer dans la chambre de la belle pour profiter d'elle. Une détonation retentit. Gilda le tue d'un coup de feu. Lors du procès qui s'ensuit sur l'île, la jeune femme est innocentée.
Peu avant la délibération du jury, Bruno vient la voir et lui indique qu'elle est sous le coup d'un mandat d'arrêt pour port d'arme mais que toutefois elle peut échapper à la sentence si elle accepte de passer six mois dans sa prison où il pourra profiter d'elle. Refusant tout net, elle revient dans la cour et déclare avoir sciemment tué Piet Van Saal, que son geste était prémédité et qu'elle mérite la mort. Cela pour ne pas avoir à tromper l'homme qu'elle aime. Elle lance à Bruno « le seul moment où vous pourrez me toucher sera celui où vous me passerez la corde autour du cou ».
Lorsque le marin arrive enfin sur l'île, il invite sa bien-aimée à prendre le prochain navire afin de quitter cet enfer. Gilda ne lui avoue pas que par amour pour lui et pour éviter de le tromper elle a préféré la mort. Un dernier baiser d'adieu et Gilda se laisse ensuite conduire dans le soleil couchant par deux hommes armés et son bourreau.

## Fiche technique
- Titre : La Fille de l'enfer
- Titre original : Safe in Hell
- Réalisation : William A. Wellman
- Scénario : Houston Branch, Joseph Jackson, Maude Fulton, d'après une pièce de Houston Branch
- Musique dirigée par : Leo F. Forbstein
- Direction artistique : Jack Okey
- Photographie : Sid Hickox
- Montage : Owen Marks
- Costumes : Earl Luick
- Musique : Leo F. Forbstein
- Société de production : First National Pictures
- Société de distribution : Warner Bros.
- Pays de production : États-Unis
- Format : 35 mm, 1,37:1, Noir et blanc
- Genre : Thriller, Mélodrame
- Durée : 73 min
- Dates de sortie :
  - États-Unis : 12 décembre 1931
  - France : 20 octobre 1933
- Affiche : Joseph Koutachy (France)

## Distribution
- Dorothy Mackaill : Gilda Carlson
- Donald Cook : Carl Bergen
- Ralf Harolde : Piet Van Saal
- John Wray : Egan
- Ivan F. Simpson : Crunch
- Victor Varconi : le général Emmanuel Jesus Maria Gomez
- Morgan Wallace : Mr. Bruno - le bourreau
- Nina Mae McKinney : Leonie - la directrice de l'hôtel
- Charles Middleton : Jones - l'avocat
- Clarence Muse : Newcastle - the garçon de l'hôtel
- Gustav von Seyffertitz : le capitaine Larson
- Noble Johnson : Bobo - un policier de l'île de Totugo
- Cecil Cunningham : Angie - l'entremetteuse
- Lionel Belmore : le juge
- Dick Rush: un policier à La Nouvelle Orléans
- Harold Waldridge : le groom de l'hôtel de La Nouvelle Orléans
- Rondo Hatton : un membre du jury
- Chris-Pin Martin : un membre du jury
- Ted Billings : un membre du jury